# Mandakuni
Els Mandakuni (en armeni: Մանդակունի) van ser una família de nakharark d'Armènia amb feu hereditari a la comarca de Mandakuniq, al districte d'Arxamunik al Tauruberan. Es creu que eren les restes d'un enclavament manneu (del regne de Manna) a l'oest d'Armènia; els pobles de manna o manda i de sala són esmentats com a veïns als registres hitites i a les fonts armènies són veïns els Mandakuni i els Slkuni.
Moisès de Khorèn, historiador armeni, afirma que la casa dels Mandakuni va ser gairebé exterminada pel rei d'Armènia al segle iii. No obstant Pharsman i Isaac Mandakuni van participar en la rebel·lió nacional del 451 anomenada Revolta d'Ingilena i seria aleshores quan es va produir la quasi extinció de la dinastia. A aquesta família va pertànyer Hovhannes Mandakuni que el 478 va ser elegit Catolicós (patriarca) d'Armènia succeint a Gut d'Arahez, i que era marcadament nacionalista. El patriarca va estar a punt de morir el 483 en una sortida dels assetjats pels perses a Dvin. Va ser deixat per mort al camp de batalla, però només era ferit i va poder tornar a la ciutat.
La família s'hauria extingit totalment a finals del segle v perquè ja no torna a ser esmentada posteriorment.